# Sofia di Pomerania
Sofia di Pomerania (Stettino, 1498 – Kiel, 13 maggio 1568) fu una principessa originaria della Pomerania e regina consorte di Danimarca e Norvegia.

## Biografia
Era figlia del duca Boghislao X di Pomerania e della seconda moglie Anna di Polonia, figlia del re Casimiro IV di Polonia.
Venne data in sposa al duca di Holstein-Schleswig Federico divenendone la seconda moglie. Il matrimonio ebbe luogo a Schleswig il 9 ottobre 1518.
Dopo che suo marito salì al trono nel 1523, ella venne incoronata regina di Danimarca e Norvegia con solenne cerimonia il 13 agosto 1525. All'atto della sua incoronazione ricevette come feudo Lolland e Falster, i castelli di Kiel e Plön, e diverse cittadine nell'Holstein.
Nel 1526 venne messa a capo della sua corte la dama di compagnia Anne Meinstrup.
Sofia non visse in Danimarca ma risiedette separatamente nelle sue proprietà a Kiel che amministrò in modo indipendente. Ciò causò il disaccordo con il marito. I conflitti sarebbero continuati anche dopo la morte di Federico con i successori.
Nel 1533 Sofia rimase vedova e andò a vivere nel castello di Gottorf con i figli, aspettando l'esito dell'elezione del nuovo re.
Durante questo periodo, dal 1533 al 1536, le sue proprietà vennero occupate. Nel 1538 il nuovo re le chiese di lasciare Gottorp a causa dei costi e di risiedere a Kiel. Lei chiese il diritto di governare in modo indipendente i suoi feudi ma nel 1540 dovette per forza sottostare alla sovranità del re.

## Discendenza
Dal matrimonio con il re Federico nacquero sei figli:
- Giovanni (28 giugno 1521 – 2 ottobre 1580), duca di Holstein;
- Elisabetta (14 ottobre 1524 – 15 ottobre 1586), sposa di Magnus di Mecklenburg-Schwerin e poi di Ulrico III di Meclemburgo-Güstrow;
- Adolfo (25 gennaio 1526 – 1º ottobre 1586), duca di Holstein-Gottorp;
- Anna (1527 – 4 giugno 1535);
- Dorotea (1528 – 11 novembre 1575), sposa di Cristoforo di Mecklenburg-Schwerin;
- Federico (13 aprile 1532 – 27 ottobre 1556), vescovo di Hildesheim e Schleswig.

## Ascendenza
|                                                                           |                                                   |                                                                          | Genitori                                                                 |  |  | Nonni |  |  | Bisnonni                                    |  |  | Trisnonni                               |  |
|                                                                           |                                                   |                                                                          |                                                                          |  |  |       |  |  | Vartislao IX, VII duca di Pomerania-Wolgast |  |  | Barnim VI, VI duca di Pomerania-Wolgast |  |
|                                                                           |                                                   |                                                                          |                                                                          |  |  |       |  |  | Vartislao IX, VII duca di Pomerania-Wolgast |  |  | Barnim VI, VI duca di Pomerania-Wolgast |  |
|                                                                           |                                                   | Veronica di Norimberga                                                   |                                                                          |  |  |       |  |  | Vartislao IX, VII duca di Pomerania-Wolgast |  |  |                                         |  |
| Eric II, VIII duca di Pomerania-Wolgast e X duca di Pomerania-Stettino    |                                                   |                                                                          |                                                                          |  |  |       |  |  | Vartislao IX, VII duca di Pomerania-Wolgast |  |  |                                         |  |
|                                                                           |                                                   | Sofia di Sassonia-Lauenburg                                              | Eric IV, I duca di Sassonia-Lauenburg                                    |  |  |       |  |  |                                             |  |  |                                         |  |
|                                                                           |                                                   | Sofia di Sassonia-Lauenburg                                              | Eric IV, I duca di Sassonia-Lauenburg                                    |  |  |       |  |  |                                             |  |  |                                         |  |
|                                                                           |                                                   | Sofia di Sassonia-Lauenburg                                              | Sofia di Brunswick-Wolfenbüttel                                          |  |  |       |  |  |                                             |  |  |                                         |  |
| Boghislao X, IX duca di Pomerania-Wolgast e XI duca di Pomerania-Stettino |                                                   | Sofia di Sassonia-Lauenburg                                              |                                                                          |  |  |       |  |  |                                             |  |  |                                         |  |
|                                                                           |                                                   | Boghislao IX, VI duca di Pomerania-Stolp e II duca di Pomerania-Stargard | Boghislao VIII, V duca di Pomerania-Stolp e I duca di Pomerania-Stargard |  |  |       |  |  |                                             |  |  |                                         |  |
|                                                                           |                                                   | Boghislao IX, VI duca di Pomerania-Stolp e II duca di Pomerania-Stargard | Boghislao VIII, V duca di Pomerania-Stolp e I duca di Pomerania-Stargard |  |  |       |  |  |                                             |  |  |                                         |  |
|                                                                           |                                                   | Boghislao IX, VI duca di Pomerania-Stolp e II duca di Pomerania-Stargard | Sofia di Holstein-Rendsburg                                              |  |  |       |  |  |                                             |  |  |                                         |  |
| Sofia di Pomerania-Stolp                                                  |                                                   | Boghislao IX, VI duca di Pomerania-Stolp e II duca di Pomerania-Stargard |                                                                          |  |  |       |  |  |                                             |  |  |                                         |  |
|                                                                           |                                                   | Maria di Masovia                                                         | Siemowit IV, XVII duca di Masovia                                        |  |  |       |  |  |                                             |  |  |                                         |  |
|                                                                           |                                                   | Maria di Masovia                                                         | Siemowit IV, XVII duca di Masovia                                        |  |  |       |  |  |                                             |  |  |                                         |  |
|                                                                           |                                                   | Maria di Masovia                                                         | Alessandra di Lituania                                                   |  |  |       |  |  |                                             |  |  |                                         |  |
| Sofia di Pomerania-Wolgast                                                |                                                   | Maria di Masovia                                                         |                                                                          |  |  |       |  |  |                                             |  |  |                                         |  |
|                                                                           | Ladislao II, re di Polonia e granduca di Lituania | Algirdas, granduca di Lituania                                           |                                                                          |  |  |       |  |  |                                             |  |  |                                         |  |
|                                                                           | Ladislao II, re di Polonia e granduca di Lituania | Algirdas, granduca di Lituania                                           |                                                                          |  |  |       |  |  |                                             |  |  |                                         |  |
|                                                                           | Ladislao II, re di Polonia e granduca di Lituania | Uliana di Tver'                                                          |                                                                          |  |  |       |  |  |                                             |  |  |                                         |  |
| Casimiro IV, re di Polonia e granduca di Lituania                         | Ladislao II, re di Polonia e granduca di Lituania |                                                                          |                                                                          |  |  |       |  |  |                                             |  |  |                                         |  |
|                                                                           |                                                   | Sofia Alšėniškė                                                          | Andrea Alšėniškis                                                        |  |  |       |  |  |                                             |  |  |                                         |  |
|                                                                           |                                                   | Sofia Alšėniškė                                                          | Andrea Alšėniškis                                                        |  |  |       |  |  |                                             |  |  |                                         |  |
|                                                                           |                                                   | Sofia Alšėniškė                                                          | Aleksandra Druckaja                                                      |  |  |       |  |  |                                             |  |  |                                         |  |
| Anna di Polonia                                                           |                                                   | Sofia Alšėniškė                                                          |                                                                          |  |  |       |  |  |                                             |  |  |                                         |  |
|                                                                           |                                                   | Alberto II, imperatore del Sacro Romano Impero                           | Alberto IV, V arciduca d'Austria                                         |  |  |       |  |  |                                             |  |  |                                         |  |
|                                                                           |                                                   | Alberto II, imperatore del Sacro Romano Impero                           | Alberto IV, V arciduca d'Austria                                         |  |  |       |  |  |                                             |  |  |                                         |  |
|                                                                           |                                                   | Alberto II, imperatore del Sacro Romano Impero                           | Giovanna di Baviera                                                      |  |  |       |  |  |                                             |  |  |                                         |  |
| Elisabetta d'Austria                                                      |                                                   | Alberto II, imperatore del Sacro Romano Impero                           |                                                                          |  |  |       |  |  |                                             |  |  |                                         |  |
|                                                                           |                                                   | Elisabetta di Lussemburgo                                                | Sigismondo, imperatore del Sacro Romano Impero                           |  |  |       |  |  |                                             |  |  |                                         |  |
|                                                                           |                                                   | Elisabetta di Lussemburgo                                                | Sigismondo, imperatore del Sacro Romano Impero                           |  |  |       |  |  |                                             |  |  |                                         |  |
|                                                                           |                                                   | Elisabetta di Lussemburgo                                                | Barbara di Cilli                                                         |  |  |       |  |  |                                             |  |  |                                         |  |
|                                                                           |                                                   | Elisabetta di Lussemburgo                                                |                                                                          |  |  |       |  |  |                                             |  |  |                                         |  |